# Colombiaans militair ordinariaat
Het Colombiaans militair ordinariaat (Spaans: Obispado castrense de Colombia) is een militair ordinariaat van de Rooms-Katholieke Kerk met als zetel Bogota, in Colombia. Het ordinariaat is verantwoordelijk voor de zielzorg van de tot de Rooms-Katholieke Kerk behorende militairen van de Colombiaanse strijdkrachten en hun families. Het ordinariaat staat als immediatum onder rechtstreeks gezag van de Heilige Stoel. 

## Geschiedenis
Het ordinariaat werd op 13 oktober 1949 door paus Pius XII als militair vicariaat opgericht. Het ordinariaat werd op 21 juli 1986 door paus Johannes Paulus II met de apostolische constitutie Spirituali militum curae verheven tot militair bisdom.

## Organisatie
In 2021 telde het ordinariaat 170 parochies die werden bediend door 158 priesters, waaronder 6 paters.

## Bisschoppen
- Crisanto Luque y Sánchez (14 juli 1950 - 7 mei 1959)
- Luis Concha Córdoba (19 mei 1959 - 29 juli 1972)
- Aníbal Muñoz Duque (30 juli 1972 - 25 juni 1984)
  - José Mario Escobar Serna (hulpbisschop: 20 juni 1974 - 3 mei 1982)
- Mario Revollo Bravo (25 juni 1984 - 5 juni 1985)
- Víctor Manuel López Forero (7 juni 1985 - 21 juni 1994)
- Alvaro Raúl Jarro Tobos (24 juni 1997 - 19 januari 2001)
- Fabio Suescún Mutis (19 januari 2001 - 7 december 2020)
- Víctor Manuel Ochoa Cadavid (7 december 2020 - heden)

## Galerij van afbeeldingen

Wapen van het Colombiaans militair ordinariaat